# Galium abaujense
Galium abaujense är en måreväxtart som beskrevs av Vincze von Borbás. Galium abaujense ingår i släktet måror, och familjen måreväxter.

## Underarter
Arten delas in i följande underarter:
- G. a. abaujense
- G. a. polonicum